# Haenertsburg
Haenertsburg este un oraș din Africa de Sud.